# Deepti Kapoor
Deepti Kapoor (Moradabad, 1980) è una scrittrice e giornalista indiana.

## Biografia
Nata a Moradabad, nello stato indiano dell'Uttar Pradesh, è cresciuta a Bombay ed è attualmente residente in Portogallo. Laureata in giornalismo alla Delhi University, ha frequentato un master in Psicologia sociale. Ha vissuto e lavorato a lungo come giornalista a Delhi prima di trasferirsi a Lisbona. 
Il suo primo romanzo, A Bad Character, è stato pubblicato nel 2015. Nel 2023, Kapoor ha pubblicato il suo secondo romanzo, L'età del male, primo di una programmata trilogia ambientata nel mondo del crimine e della politica corrotta dell'India moderna e i cui diritti sono stati venduti a FX Studio per una serie TV. 

## Opere
- A Bad Character (New York: Alfred A. Knopf, 2015)
- L'età del male, (Age of vice, 2023), Torino, Einaudi, 2023, trad. it. di Alfredo Colitto.